# Lesley Stahl
Lesley Rene Stahl (Lynn, Massachusetts; 16 de diciembre de 1941) es una periodista de televisión estadounidense. Ha desarrollado la mayor parte de su carrera en CBS News, donde empezó como productora en 1971. Desde 1991 es reportera del programa 60 Minutes de la CBS. Es conocida por sus investigaciones periodísticas y televisivas y por sus galardonados reportajes en el extranjero. Por su trabajo ha sido galardonada con varios premios periodísticos, entre ellos el Lifetime Achievement News and Documentary Emmy Award en 2003 por la excelencia de sus reportajes.
Antes de incorporarse a 60 Minutos, Stahl fue corresponsal de CBS News en la Casa Blanca -la primera mujer en ocupar ese puesto- durante las presidencias de Jimmy Carter y Ronald Reagan y parte del mandato de George H. W. Bush. Sus reportajes aparecieron con frecuencia en CBS Evening News, primero con Walter Cronkite, luego con Dan Rather, y en otras emisiones de CBS News. Durante gran parte de ese tiempo, también fue moderadora de Face the Nation, la emisión dominical de asuntos públicos de CBS News desde septiembre de 1983 hasta mayo de 1991.

## Primeros años y educación
Stahl nació en 1941 en el seno de una familia judía en Lynn (Massachusetts), suburbio de Boston, y se crio en Swampscott (Massachusetts). Es hija de Dorothy J. (de soltera Tishler) y Louis E. Stahl, ejecutivo de una empresa alimentaria. Estudió en el Wheaton College de Massachusetts, donde se licenció con matrícula de honor en Historia.

## Carrera

### Años 1970
Stahl comenzó su carrera televisiva en el Canal 5 original de Boston, WHDH-TV, como productora y reportera en antena. Se incorporó a CBS News en 1971 y se convirtió en corresponsal en 1974. "Nací el día que cumplía 30 años", escribiría Stahl más tarde sobre aquella experiencia. "Todo hasta entonces había sido prenatal". Stahl atribuye su contratación en CBS News a la inclusión en 1972 de las mujeres en el mandato de acción afirmativa de la Comisión Federal de Comunicaciones: "las cadenas de televisión estaban rastreando el país en busca de mujeres y negros con alguna experiencia en noticias. Un amigo de Nueva York me había llamado para hablarme de un memorándum que circulaba por CBS News en el que se ordenaba que 'el próximo reportero que contratemos será una mujer'". Según Stahl, Connie Chung y Bernard Shaw eran "los otros dos 'bebés de la discriminación positiva' de lo que se conoció como la Clase del 72". En una entrevista sobre sus primeros días en la CBS, Stahl relataba cómo, la noche de las elecciones entre Nixon y McGovern del 72, encontró su silla en el estudio marcada con cinta adhesiva, no con su nombre como sus colegas, sino con "Mujer". Stahl fue la mentora de la productora de noticias de la CBS Susan Zirinsky.
El protagonismo de Stahl creció tras cubrir el Watergate. "Encontré un apartamento en el complejo Watergate, trasladé todas mis cosas desde Boston y no falté ni un día al trabajo. ... Junio de 1972. La mayoría de los reporteros de nuestra oficina estaban de viaje, cubriendo la campaña presidencial. Así que me enviaron a cubrir la detención de unos hombres que habían irrumpido en uno de los edificios del complejo Watergate. El hecho de que la CBS me permitiera, a mí, el recién contratado, mantener Watergate como tarea era una medida de lo poco importante que parecía la historia: ... yo era el único reportero de televisión que cubría las primeras comparecencias ante el tribunal. Cuando los cinco ladrones de Watergate pidieron una reducción de la fianza, tuve mi primera primicia. A diferencia de mis competidores, pude identificarlos. La siguiente vez que el camarógrafo escuchó cuando dije, '¡Rueden! Son ellos!' Y así la CBS fue la única cadena que consiguió imágenes de los ladrones. Fui un héroe en la agencia".

### Años 1980
Stahl fue moderadora de Face the Nation entre septiembre de 1983 y mayo de 1991, durante este periodo entrevistó a diversos líderes mundiales como Margaret Thatcher, Borís Yeltsin y Yasir Arafat, entre otros. Fue corresponsal en la Casa Blanca durante las presidencias de Jimmy Carter, Ronald Reagan y George H. W. Bush. En la Convención Republicana de 1980, dio la noticia en la CBS de que las negociaciones de Reagan con el expresidente Gerald Ford se habían roto y la respuesta a la pregunta de quién sería el candidato a vicepresidente era: "¡Es Bush! Sí, es Bush". George H. W. Bush había estado de pie quizás no muy lejos, en gran parte solo, con cara de desánimo porque estaba seguro de que no iba a ser elegido. Durante su estancia en la CBS cubrió el intento de asesinato del Presidente Reagan en 1981 y la Guerra del Golfo de 1991. A lo largo de su carrera ha informado sobre las cumbres ruso-estadounidenses y las cumbres económicas de los países industrializados, así como sobre las convenciones políticas nacionales y las noches electorales.

### Años 1990
De 1990 a 1991, fue copresentadora, junto con Charles Kuralt, de America Tonight, un programa nocturno diario de entrevistas y ensayos de CBS News.
En 1998, apareció en la serie de la NBC Frasier, interpretándose a sí misma en el episodio "Desperately Seeking Closure". Stahl ha escrito dos libros, el primero de los cuales, Reporting Live, se publicó en 1999:

En agosto de 1989, a mis 48 años, ya había decidido que había vivido el mejor día de mi vida. ... Luego fuimos a Ruanda a ver los gorilas de montaña, los gorilas de Dian Fossey en la niebla. ... Después de dos horas y media ... allí estaban: dos bebés gorilas retozando como cualquier niño de cuatro años. Nos quedamos mirando. Estábamos allí mismo, en sus vidas, en medio de su casa al aire libre. Y entonces el espalda plateada, el patriarca, pareció darnos la bienvenida, mientras tres hembras no dejaban de acicalarle... Pasamos una hora en su mundo, observando cómo se revolcaban y luchaban, amamantaban a sus crías, se columpiaban en los árboles, buscaban comida -vides, hojas, bayas- ... tan cerca que una hembra se acercó para tocarme. Cuando fui a corresponderle, el guía me golpeó el brazo con un palo. "Non, madame. C'est inderdit". ... Lo que decidí aquel día con los gorilas en Ruanda fue que el mejor día de tu vida puede no haber ocurrido todavía. No importa lo que pienses.'

### Años 2000
A lo largo del siglo XXI, ha investigado las técnicas de interrogatorio mejoradas contra Al Qaeda durante la guerra de Irak, la crueldad que Sadam Huseín infligió a los niños iraquíes, así como las prácticas en Guantánamo y los operativos. También ha informado sobre las tensiones en Oriente Próximo y el conflicto palestino-israelí.
Además, fue presentadora de 48 Hours Investigates de 2002 a 2004. En 2002, Stahl fue noticia cuando Al Gore apareció en 60 Minutes y reveló por primera vez que no volvería a presentarse a las elecciones presidenciales de 2004. Cuando se contrató a Katie Couric, CBS News pidió a Stahl que redujera su salario en 500.000 dólares para acomodarlo al de Couric, con lo que su sueldo bajó a 1,8 millones de dólares.
En 2007, Stahl atrajo la atención por su entrevista con el entonces presidente francés Nicolas Sarkozy para un programa de 60 Minutes, cuando el presidente terminó abruptamente la conversación y se marchó, calificándola de "estúpida" y de "gran error". Sarkozy criticó a Stahl por las preguntas sobre su esposa, Cecilia. Sarkozy y su esposa anunciaron su divorcio dos semanas después de la entrevista.
Lesley Stahl fue miembro fundador en 2008, junto con Liz Smith, Mary Wells Lawrence y Joni Evans, de wowOwow.com, un sitio web para "mujeres mayores de 40 años" para hablar de cultura, política y cotilleos.

### Años 2010
A finales de 2010, el sitio web se había fusionado con PureWow, un sitio web dirigido a mujeres más jóvenes.
En 2014, fue corresponsal de "Los años que vivimos peligrosamente", un documental sobre el cambio climático. Su segundo libro, Becoming Grandma: The Joys and Science of the New Grandparenting, que narra sus propias experiencias con sus nietos, se publicó en 2016.
En el año 2017, Stahl concedió una entrevista al último fiscal superviviente de los juicios de Núremberg, Ben Ferencz.

### Años 2020
Durante la campaña de las elecciones presidenciales de Estados Unidos de 2020, Stahl entrevistó al presidente Trump el 20 de octubre de 2020 para un segmento de 60 Minutes. Trump interrumpió la entrevista y se quejó de ello en Twitter. El 22 de octubre, Trump publicó la entrevista completa en Facebook, antes de su publicación oficial prevista en 60 Minutes el 25 de octubre.
En mayo de 2021, Stahl recibió críticas de grupos de defensa del colectivo LGBTQ por un especial de 60 Minutes sobre la atención sanitaria a transexuales. CBS News, la productora de 60 Minutes, informó de que el especial se produjo "en medio de una oleada de legislación que se está introduciendo en los estados de todo el país que limitaría la atención a los jóvenes transgénero", y dijo que el especial se centró en "detransitioners". PinkNews informó de que el grupo de defensa GLAAD lo calificó de "alarmismo sobre los jóvenes transexuales", al tiempo que informaba de que Chase Strangio, de la ACLU, dijo que Stahl y otros implicados en la producción "sabían exactamente el daño que estaban causando con el segmento de anoche".

## Vida personal
En 1977, Stahl se casó con el escritor Aaron Latham; tienen una hija. Latham murió en julio de 2022.
En la emisión del 3 de mayo de 2020 del programa 60 Minutes, Stahl reveló que había sido hospitalizada con COVID-19.  Desde entonces se ha recuperado.